# Notarcha temeratalis
Notarcha temeratalis là một loài bướm đêm trong họ Crambidae.